# شهرداری لیگاتنه
شهرداری لیگاتنه (به لاتین: Līgatne Municipality) یک شهرداری در لتونی است. شهرداری لیگاتنه ۳٬۷۴۳ نفر جمعیت دارد.